# Jacob Collier
Jacob Collier (Londen, 2 augustus 1994) is een Britse zanger, arrangeur, componist, muziekproducent en multi-instrumentalist.
In 2012 had hij succes met thuis opgenomen YouTube-video's met covers van bekende liedjes. Colliers stijl wordt gekenmerkt door een combinatie van verschillende elementen uit diverse muziekgenres. Met zijn albums won hij meerdere Grammy's. Collier heeft een absoluut gehoor.

## Discografie

### Studioalbums
- In My Room (2016)
- Djesse (2018)
- Djesse (Vol. 2) (2019)
- Djesse (Vol. 3) (2020)
- Djesse (Vol. 4) (2024)

## Prijzen en nominaties
| Jaar           | Ceremonie                                                 | Categorie                                                             | Resultaat   | Ref   |
| -------------- | --------------------------------------------------------- | --------------------------------------------------------------------- | ----------- | ----- |
| 2016           |                                                           |                                                                       |             |       |
| Jazz FM Awards | Breakout Artist of the Year                               | Genomineerd                                                           | [ 2 ]       |       |
| Jazz FM Awards | Digital Initiative of the Year (gesponsord door 7digital) | Gewonnen                                                              | [ 2 ]       |       |
| MOBO Awards    | Best JAZZ Act                                             | Genomineerd                                                           | [ 3 ]       |       |
| 2017           | Grammy Awards                                             | Best Arrangement, Instrumental or A Cappella (voor You and I)         | Gewonnen    | [ 4 ] |
| 2017           | Grammy Awards                                             | Best Arrangement, Instrumental and Vocals (voor Meet the Flintstones) | Gewonnen    | [ 4 ] |
| 2019           | Jazz FM Awards                                            | PRS For Music Gold Award                                              | Gewonnen    |       |
| 2020           | Grammy Awards                                             | Best Arrangement, Instrumental or A Capella (voor Moon River)         | Gewonnen    |       |
| 2020           | Grammy Awards                                             | Best Arrangement, Instruments and Vocals (voor All Night Long)        | Gewonnen    |       |
| 2020           | Jazz FM Awards                                            | The Digital Award                                                     | Genomineerd |       |
| 2021           | Grammy Awards                                             | Best Arrangement, Instruments and vocals (voor He Won't Hold You)     | Gewonnen    |       |
| 2021           | Grammy Awards                                             | Best R&B Performance (voor All I Need)                                | Genomineerd |       |
| 2021           | Grammy Awards                                             | Album of the Year (voor Djesse Vol. 3)                                | Genomineerd |       |